# Emmenosperma papuanum
Emmenosperma papuanum är en brakvedsväxtart som först beskrevs av Elmer Drew Merrill och Perry, och fick sitt nu gällande namn av Marshall Conring Johnston. Emmenosperma papuanum ingår i släktet Emmenosperma och familjen brakvedsväxter. Inga underarter finns listade i Catalogue of Life.